# Ran Blake
Ran Blake (Springfield, 10 aprile 1935) è un pianista e compositore statunitense.

## Discografia
- 1962 – The Newest Sound Around (RCA Victor) con Jeanne Lee
- 1966 – Ran Blake Plays Solo Piano (ESP Disk)
- 1969 – Blue Potato and Other Outrages... (Milestone)
- 1976 – Breakthru (Improvising Artists Inc.)
- 1977 – Wende (Owl)
- 1977 – Open City (Horo)
- 1977 – Crystal Trip  (Horo)
- 1978 – Rapport (Arista Novus)
- 1978 – Realization of a Dream (Owl)
- 1978 – Take (Crest)
- 1978 – Take Two (Crest)
- 1979 – Third Stream Today (Golden Crest)
- 1980 – Film Noir (Novus Records)
- 1981 – Improvisations (con Jaki Byard) (Soul Note)
- 1982 – Duke Dreams (Soul Note)
- 1982 – Portfolio of Dr. Mabuse (Owl)
- 1982 – Third Stream Recompositions (Owl)
- 1984 – Suffield Gothic (con Houston Person) (Soul Note)
- 1985 – Vertigo (Owl)
- 1986 – Short Life of Barbara Monk (con Ricky Ford)  (Soul Note)
- 1987 – Painted Rhythms: The Complete Ran Blake Volume 1
- 1988 – Painted Rhythms: The Complete Ran Blake Volume 2
- 1989 – You Stepped Out of a Cloud (con Jeanne Lee) (Owl)
- 1991 – That Certain Feeling (con Steve Lacy & Ricky Ford) (hat ART)
- 1992 – Epistrophy (Soul Note)
- 1994 – Masters From Different Worlds (con Clifford Jordan)
- 1994 – Round About (con Christine Correa) (Music and Arts)
- 1997 – A Memory of Vienna (con Anthony Braxton) (hatOLOGY)
- 1997 – Unmarked Van: A Tribute to Sarah Vaughan (Soul Note)
- 1999 – Duo En Noir (con Enrico Rava) (between the lines)
- 1999 – Something to Live For (hatOLOGY)
- 2001 – Sonic Temples (GM)
- 2001 – Horace Is Blue (con David Fabris & James Merenda)
- 2005 – Indian Winter (con David Fabris)
- 2006 – All That Is Tied (Tompkins Square)
- 2009 – Driftwoods (Tompkins Square)
- 2010 – Out of the Shadows (con Christine Correa)
- 2010 – Camera Obscura (con Sara Serpa)
- 2011 – Grey December: Live in Rome (live)
- 2011 – Whirlpool (con Dominique Eade)
- 2011 – Vilnius Noir (con David "Knife" Fabris) (No Business Records)
- 2012 – Aurora (con Sara Serpa) (Clean Feed)
- 2013 – Kaleidoscope (CIMP)
- 2014 – Cocktails at Dusk - A Noir Tribute to Chris Connor (Impulse!)
- 2015 – Ghost Tones (A-Side)
- 2015 – Chabrol Noir (Impulse!)